# Шмуель Каменецький

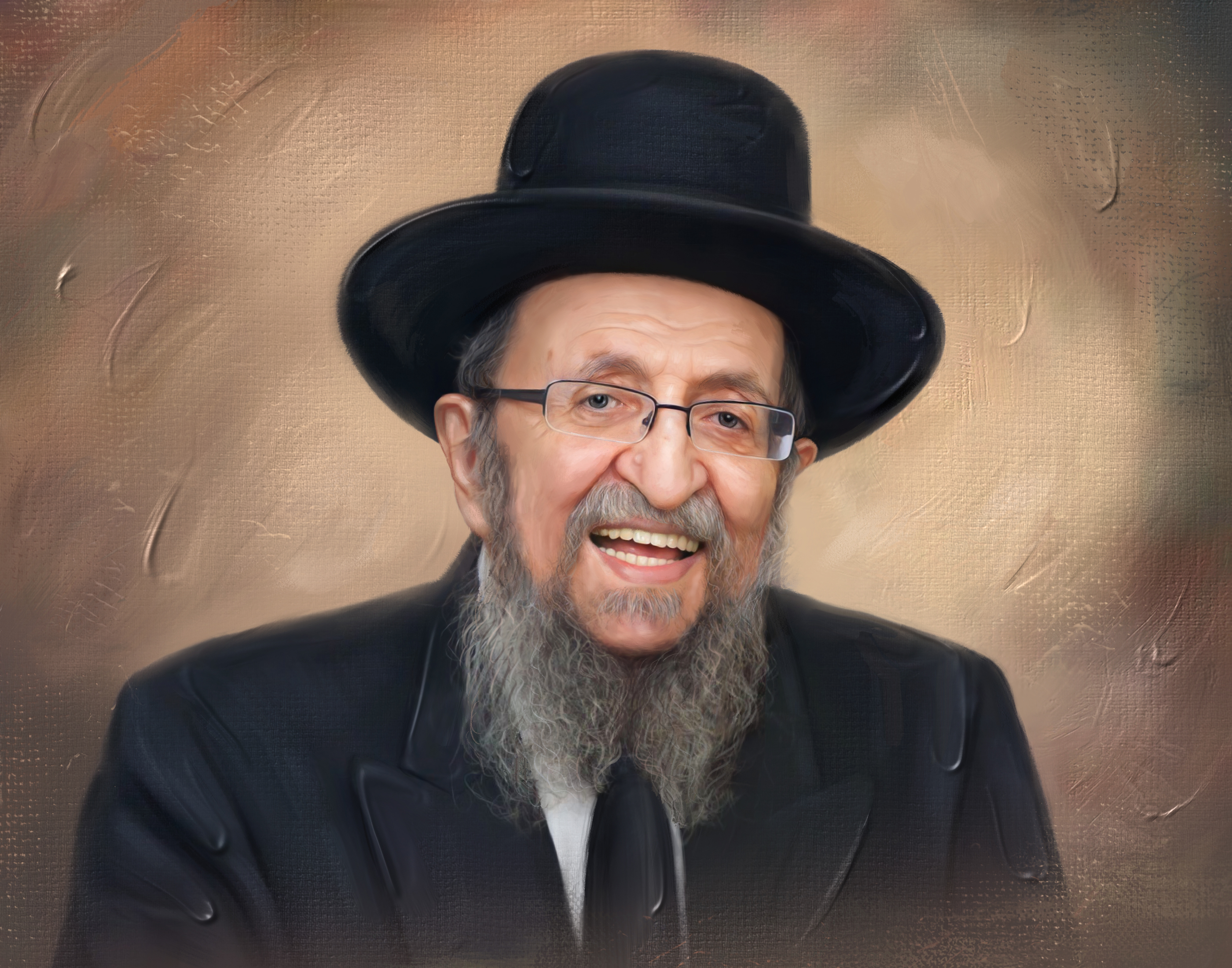
Художній портрет Каменецького

Шмуель Каменецький (івр. שמואל קמנצקי; нар. 12 листопада 1924, Титувенай) — американський литвацький ультраортодоксальний рабин. Він є співзасновником і головою Талмудичної єшиви Філадельфії. Він також є членом Ради мудреців Тори.

## Біографія
Каменецький народився в Титувенай, Литва, в родині Якова Каменецького, тодішнього рабина цього міста. Після еміграції сім'ї в 1937 році він відвідував денну школу Ейц-Хаїм в Торонто, потім навчався в рабинському коледжі Нер-Ісраель у двоюрідного брата свого батька, Якова Іцхока Рудермана. Він продовжив навчання в єшиві Лейквуд, ставши початковим учнем Аарона Котлера, від якого отримав сан рабина. У середині 1950-х років у рамках зусиль Лейквудської єшиви зі створення позаміських єшив, Каменецький і Дов Шварцман були направлені заснувати Талмудичну єшиву у Філадельфії. У 1955 році Шварцман виїхав, щоб відкрити власну єшиву в Ізраїлі, а Каменецький запросив Елю Свея стати співрошем єшиви. Ця домовленість тривала до смерті Свея в березні 2009 року.
Каменецький є членом Moetzes Gedolei HaTorah Agudath Israel of America і служить у рабинській раді таких організацій, як Chinuch Atzmai (Школи Тори для Ізраїлю), Torah Umesorah, Chofetz Chaim Heritage Foundation та Association для професіоналів з єврейської роботи (AJOP).
Його думку часто запитують і цитують з таких актуальних питань, як одностатевий потяг, розбещення дітей, ожиріння і дієти, куріння і надмірне вживання алкоголю на Пурім.
Каменецький і його дружина Темі вважають, що вакцини є більш шкідливими, ніж хвороби, яким вони запобігають. Він сказав: «Я бачу проблему у щепленнях. Це обман. Навіть вакцина Salk — це обман. Це просто великий бізнес». Він підтримав ідею про те, що дитині не можна відмовляти у вступі до школи через відмову від вакцинації. Під час пандемії COVID-19 Каменецький заперечував, що коли-небудь давав комусь вказівки відмовлятися від вакцини, заявляючи, що оприлюднений лист про це є підробкою. У листі-спростуванні він висловив свою думку, що кожна людина повинна запитати свого лікаря.
У липні 2020 року Каменецький підтримав президентську кампанію Дональда Трампа 2020 року, заявивши: «Так, я думаю, що люди повинні голосувати за нього. Він зробив хорошу роботу. Це Хакарас Хатов».
Дружина Каменецького, Темі, була донькою кантора Мордехая Брукса. Вона виросла в Брукліні, штат Нью-Йорк, і померла 10 січня 2022 року.
У 2023 році Каменецький потрапив до лікарні після перенесеного інсульту. Після виписки до реабілітаційного закладу у нього розвинулась пневмонія та його госпіталізували повторно.